# Carsina
Carsina is een geslacht van vlinders van de familie spinneruilen (Erebidae), uit de onderfamilie Calpinae.

## Soorten
- C. bendoides Walker, 1864
- C. bifasciata Wileman, 1914
- C. enervis Swinhoe, 1890
- C. flavibrunnea Hampson, 1895
- C. kanshireiensis Wileman, 1914
- C. mandarina Leech, 1900
- C. obliqua Moore, 1867
- C. undulifera Hampson, 1926